# Børge Janssen
Christian Børre "Børge" Victor Janssen (15. maj 1867 i København – 27. december 1933 i Rom) var en dansk forfatter. Han har bl.a. udgivet følgende romaner på H. Hagerups Forlag, København:
Trilogien om Rosenborg-Krucifikset:
1. Jomfruen fra Lucca (1905);
2. Kongelig naade (1905);
3. Prinsessen (1906)

Bente Gyldenløve (1910)
Ulrika Eleonora (1911)
Trilogien om Christiern II. Datter:
1. Christine af Danmark (1908);
2. Christine af Milano (1909);
3. Christine af Lothringen (1912)

En Roman fra Rosenborg (1913)
Prinsessens Kammerherre (1914)
Don Erik (1915)
Om Børge Janssen er i årene 1907-1915 bl.a skrevet:
- "Med de 3 romaner om Christine har Børge Janssen rejst den danske kongedatter et smukt minde" (Berlingske Tidende)
- "Den plads, som H.F. Ewald i mange år havde som den mest læste historiske romanforfatter, indehaves nu ubestridt af Børge Janssen" (Palle Rosenkrantz)
- "Børge Janssen har valgt sit eget specielle område, hvor ingen gør ham rangen stridig" (Kristeligt Dagblad)